# Acroneuria covelli
Acroneuria covelli is een steenvlieg uit de familie borstelsteenvliegen (Perlidae). De wetenschappelijke naam van de soort is voor het eerst geldig gepubliceerd in 2004 door Grubbs & Stark.